# Adicella paramangyana
Adicella paramangyana är en nattsländeart som beskrevs av Wolfram Mey 1997. Adicella paramangyana ingår i släktet Adicella och familjen långhornssländor. Inga underarter finns listade i Catalogue of Life.